# ریدویل (اورگن)
ریدویل (به انگلیسی: Reedville) یک منطقهٔ مسکونی در ایالات متحده آمریکا است که در هیلسبرو، اورگن واقع شده‌است.